# (66189) 1998 XA97
(66189) 1998 XA97 este un asteroid din centura principală, descoperit pe 12 decembrie 1998 de Orlando Naranjo.